# Mark VIII (Torpedo)

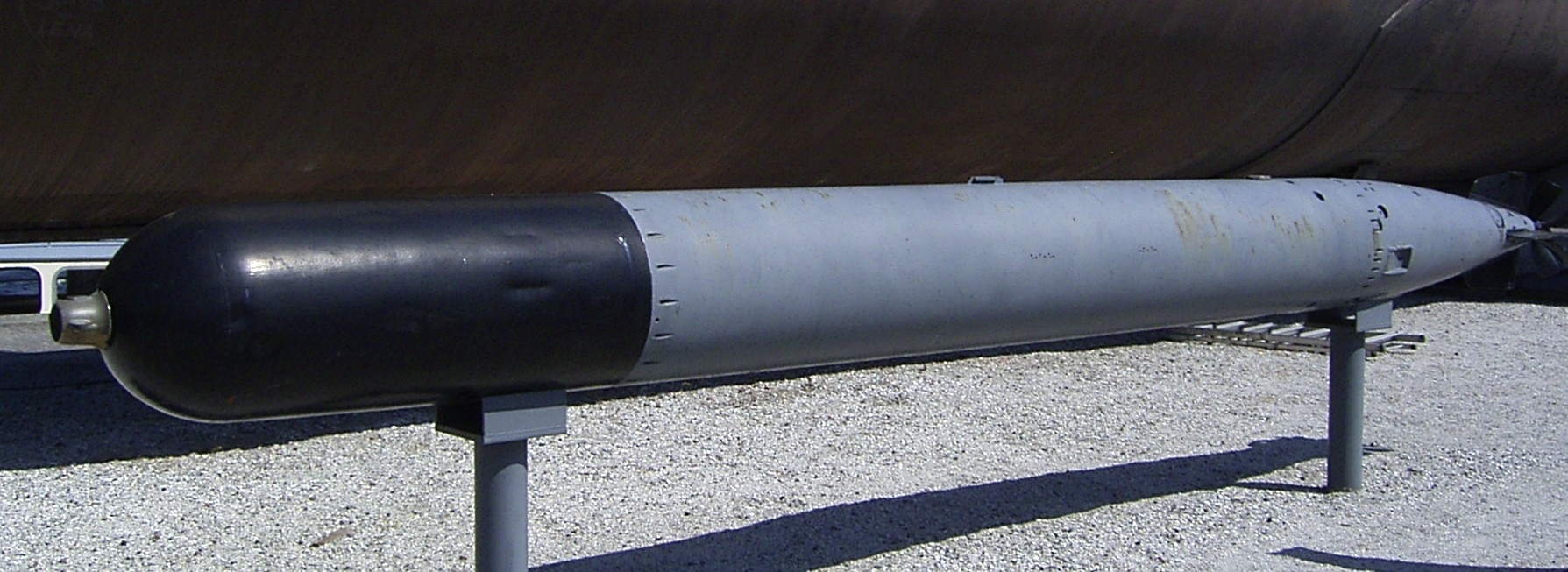
Mark VIII der Bundesmarine

|                            |                                        |
| Mark VIII Torpedo          |                                        |
| Entwickelt:                | 1925                                   |
| Steuerung:                 | gyroskopstabilisiert                   |
| Durchmesser:               | 21 in (53,34 cm)                       |
| Länge:                     | 6,579 m                                |
| Gewicht:                   | 1.566 kg                               |
| Antrieb:                   | 4-Zylinder-Stern- Dampfgasmotor 320 PS |
| Sprengkopf:                | 365 kg Torpex                          |
| Zünder:                    | magnetisch/Aufschlag                   |
| Geschwindigkeit/Reichweite | 45,5 kn – 4,5 km 41 kn – 6,4 km        |

Der Mark VIII-Torpedo wurde in Großbritannien Mitte der 1920er Jahre entwickelt und war im Zweiten Weltkrieg der Standardtorpedo der Royal Navy. Er wurde von einem 4-Zylinder-Sternkopf-Dampfgasmotor mit 320 PS angetrieben. Der Torpedo war zunächst mit einer einfachen Tiefensteuerung und Gyroskopstabilisierung und einem Torpex-Gefechtskopf von 365 kg mit Aufschlagzünder ausgestattet. Später kamen modernere Steuerungen und Magnetzünder zum Einsatz.
Nach dem Zweiten Weltkrieg blieb der Mark VIII noch bis zum Falklandkrieg in Gebrauch. So versenkte das U-Boot Conqueror den argentinischen Kreuzer General Belgrano mit Mark VIII-Torpedos, da die moderneren Torpedos vom Typ Mark XXIV als unzuverlässig galten.
Nachdem die Restbestände deutscher G7a-Torpedos aus dem Krieg aufgebraucht waren, wurde der Mark VIII bis zur Einführung drahtgelenkter Torpedos auch die Standardausstattung der deutschen Bundesmarine.